# Domnall Ua Lochlainn

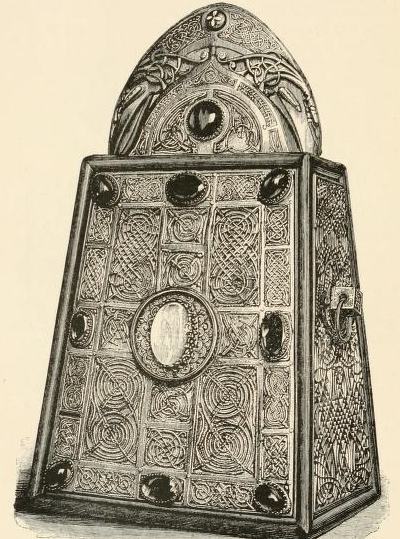
Relicario de San Patricio, ahora en el Museo Nacional de Irlanda, Dublín; una inscripción en el trasero empieza "Rogad por Domnall Ua Lochlainn por cuya orden se hizo esta campana...", croquis por Margaret Stokes

Domhnall Ua Lochlainn (1048-10 de febrero de 1121), también conocido como Domhnall Mac Lochlainn, fue un pretendiente a Rey Supremo de Irlanda.

## La corona suprema después de Máel Sechnaill

Esbozo de mapa político de Irlanda en 1014.

El significado, e incluso la definición, de la Corona Suprema de Irlanda que reclamaba Domnall distaba mucho de estar clara en el periodo después de la muerte del último tradicional rey Uí Néill de Tara, Máel Sechnaill mac Domnaill de Clann Cholmáin, en 1022. Más tarde, los reyes rivales emitieron diferir definiciones. Los hombres de leyes de Domnall, por ejemplo, afirmaban que un Rey Superior "con oposición" era el rey de una provincia que podía dirigir su ejército a través de Irlanda sin derrota, y Domnall era capaz de ello. Los seguidores de su rival del sur, Muirchertach Ua Briain de Munster, discrepaban y decía que un Rey Supremo "sin oposición" tendría que controlar tres grandes ciudades portuarias de Irlanda: Dublín, Waterford, y Limerick, ciudades sobre las que Muirchertach ejerció algún control.
Independientemente de ficciones legales, el primer rey en construir algo similar a un señorío de Irlanda después de la muerte de Máel Sechnaill fue Diarmait mac Maíl na mBó de Uí Cheinnselaig. Rey llamado solo de Leinster y los Extranjeros en su obituario, Diarmait fue más que eso, el gobernante real de gran parte de Irlanda. Su hijo Murchad gobernaba Dublín, Toirdelbach Ua Briain en Munster era su cliente, y Niall mac Eochada de Úlster su aliado. La carrera de Diarmait acabó con su muerte en batalla, intentando someter a los herederos de Máel Sechnaill, el martes 7 febrero 1072.
La posición de Diarmait fue ocupada rápidamente por su anterior títere Toirdelbach Ua Briain. Ua Briain instaló a su hijo, Muirchertach en Dublín, e hizo campaña en Úlster. En Leinster y Connacht utilizó la táctica de enfrentar a familias rivales. Domnall Ua Lochlainn no fue molestado por Ua Briain, que cayó enfermo el año siguiente y murió en 1086, a los 77 años. A su muerte, incluso los parciales anales del norte reconocieron a Toirdelbach Ua Briain como rey de Irlanda.

## Orígenes
Domnall era el hijo de un tal Artgar hijo de Lochlann. Recopilaciones genealógicas, como las conservadas en el manuscrito Rawlinson B.502 rastrean la ascendencia de Domnall a través del Rey Supremo Domnall ua Néill, y su padre el heroico Muirchertach del manto de piel, hasta Niall Glúndub. La realidad parece para ser sutilmente diferente como se muestra el Libro de Leinster. Más que ser descendiente de Lochlann, nieto de Domnall ua Néill, los Meic Lochlainn parecen descender de otro Lochlann, Lochlann mac Maíl Sechnaíll, un descendiente de Domnall Dabaill, un hermano menos conocido de Niall Glúndub. Empero, los Meic Lochlainn era miembros de los Cenél nEógain una rama de los Uí Néill, y podían perfectamente reclamar antepasados famosos. Bajo Domnall, los Cenél nEógain se convirtieron nuevamente en una fuerza significativa en la política irlandesa.
En los años anteriores a Domnall, los Cenél nEógain habían carecido de liderazgo eficaz, tanto que Conchobar Ua Briain de Munster, primo y enemigo acérrimo de Toirdelbach, había sido invitado para tomar la corona de la rama de Telach Óg, y tras el asesinato de Conchobar en 1078, su hermano Cennétig fue invitado a sucederle.
Domnall se convirtió en rey de Ailech en 1083 y empezó su reinado al modo tradicional, con una razzia inaugural —crech ríg— contra los Conaille Muirtheimne (situados en Dundalk, Condado Louth). Los Anales de Ulster afirman que Domnall "llevó una presa grande de ganado y dio estipendios de aquella presa a los hombres de Fernmag".
Sin embargo, Muirchertach Ua Briain el nuevo rey de Munster (pariente matrilineal de Toirdelbach), se opuso al gobierno de Meic Lochlainn entre 1101 y 1119.

## Muerte y época posterior
El rutilante obituario de Domnall en los Anales de Ulster lee como sigue:
Domnall hijo de Ardgar hijo de Lochlann, sobre-rey de Irlanda, pre-eminente entre los irlandeses en forma y estirpe, en sentido y valor, en felicidad y prosperidad, en dar regalos y comida, murió en Daire Coluim Cille en el treinta y ocho año de su reinado, el setenta y tres de su edad, el miércoles noche, el cuarto del Idus [i.e. 10 febrero 1121] y el decimoctavo de la luna, el festín de Mo-Chuaróc el sensato.